# Takahiro Suda
Takahiro Suda (ur. 6 stycznia 1981) – japoński wioślarz.

## Osiągnięcia
- Mistrzostwa Świata Juniorów – Płowdiw 1999 – czwórka podwójna – 8. miejsce[1].
- Mistrzostwa Świata – Mediolan 2003 – czwórka bez sternika wagi lekkiej – 15. miejsce[1].
- Mistrzostwa Świata – Gifu 2005 – dwójka podwójna wagi lekkiej – 8. miejsce[1].
- Mistrzostwa Świata – Eton 2006 – dwójka podwójna wagi lekkiej – 7. miejsce[1].
- Mistrzostwa Świata – Monachium 2007 – jedynka wagi lekkiej – 5. miejsce[1].
- Mistrzostwa Świata – Linz 2008 – jedynka wagi lekkiej – 9. miejsce[1].
- Mistrzostwa Świata – Poznań 2009 – czwórka bez sternika wagi lekkiej – 10. miejsce[1].